# Élections sénatoriales de 1989 dans les Alpes-de-Haute-Provence
L'élection sénatoriale dans les Alpes-de-Haute-Provence a eu lieu le dimanche 24 septembre 1989. 
Elle a eu pour but d'élire le sénateur représentant le département au Sénat pour un mandat de neuf années.

## Contexte départemental
Lors des élections sénatoriales du 28 septembre 1980 dans les Alpes-de-Haute-Provence, un sénateur a été élu, Fernand Tardy (PS).
Depuis, tous les effectifs du collège électoral des grands électeurs ont été renouvelés, avec les élections législatives de 1988 dans les Alpes-de-Haute-Provence, les élections régionales françaises de 1986, les élections cantonales de 1985 et 1988 et les élections municipales françaises de 1989.

## Rappel des résultats de 1980
| Candidat et parti politique | Candidat et parti politique | Candidat et parti politique | Premier tour | Premier tour | Second tour | Second tour |
| Candidat et parti politique | Candidat et parti politique | Candidat et parti politique | Voix         | %            | Voix        | %           |
| --------------------------- | --------------------------- | --------------------------- | ------------ | ------------ | ----------- | ----------- |
|                             | Fernand Tardy               | PS                          | 177          | 41,94        | 223         | 54,26       |
|                             | Roger Vial                  | DVD                         | 175          | 41,47        | 188         | 45,74       |
|                             | Lucien Fournier             | PCF                         | 66           | 15,64        | Retrait     | Retrait     |
|                             |                             |                             |              |              |             |             |
| Inscrits                    | Inscrits                    | Inscrits                    | 426          | 100,00       | 426         | 100,00      |
| Abstentions                 | Abstentions                 | Abstentions                 | 2            | 0,47         | 0           | 0,00        |
| Votants                     | Votants                     | Votants                     | 424          | 99,53        | 426         | 100,00      |
| Blancs et nuls              | Blancs et nuls              | Blancs et nuls              | 2            | 0,47         | 15          | 3,52        |
| Exprimés                    | Exprimés                    | Exprimés                    | 422          | 99,06        | 411         | 96,48       |

## Sénateur sortant
| Sénateur | Sénateur      | Parti | Fonctions lors de l'élection en 1980 |
| -------- | ------------- | ----- | ------------------------------------ |
|          | Fernand Tardy | PS    | Conseiller général, maire de Thoard  |

## Présentation des candidats
Les nouveaux représentants sont élus pour une législature de 9 ans au suffrage universel indirect par les 467 grands électeurs du département. 
Dans les Alpes-de-Haute-Provence, le sénateur est élu au scrutin majoritaire à deux tours. 
| Candidats | Candidats       | Parti | Principale fonction                                   |
| --------- | --------------- | ----- | ----------------------------------------------------- |
|           | Paul Roucaud    | PCF   | Maire de Montfort                                     |
|           | Fernand Tardy   | PS    | Sénateur sortant, conseiller général, maire de Thoard |
|           | Robert Delaune  | DVD   | Conseiller municipal de Pierrevert                    |
|           | Henri Savornin  | RPR   | Conseiller général, maire de Montclar                 |
|           | Frédéric Burlot | FN    | Adjoint au maire de Manosque                          |

## Résultats
| Candidat et parti politique | Candidat et parti politique | Candidat et parti politique | Premier tour | Premier tour | Second tour | Second tour |
| Candidat et parti politique | Candidat et parti politique | Candidat et parti politique | Voix         | %            | Voix        | %           |
| --------------------------- | --------------------------- | --------------------------- | ------------ | ------------ | ----------- | ----------- |
|                             | Henri Savornin              | RPR                         | 229          | 44,52        | 215         | 46,54       |
|                             | Fernand Tardy               | PS                          | 175          | 38,38        | 247         | 53,46       |
|                             | Paul Roucaud                | PCF                         | 60           | 13,16        | Retrait     | Retrait     |
|                             | Claude Delaune              | DVD                         | 11           | 2,41         | Retrait     | Retrait     |
|                             | Frédéric Burlot             | FN                          | 7            | 1,54         | Retrait     | Retrait     |
|                             |                             |                             |              |              |             |             |
| Inscrits                    | Inscrits                    | Inscrits                    | 467          | 100,00       | 467         | 100,00      |
| Abstentions                 | Abstentions                 | Abstentions                 | 2            | 0,43         | 0           | 0,00        |
| Votants                     | Votants                     | Votants                     | 465          | 99,57        | 467         | 100,00      |
| Blancs et nuls              | Blancs et nuls              | Blancs et nuls              | 9            | 1,93         | 5           | 1,07        |
| Exprimés                    | Exprimés                    | Exprimés                    | 456          | 98,33        | 462         | 98,36       |